# Cultura de Tanzania

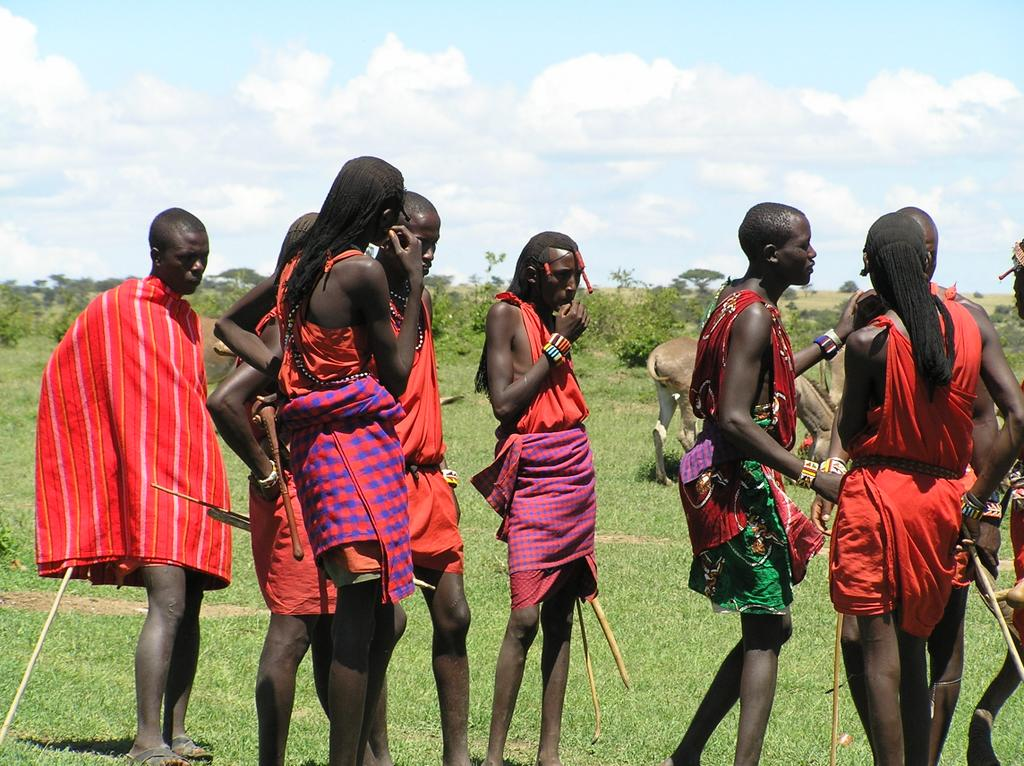
Grupo masái.

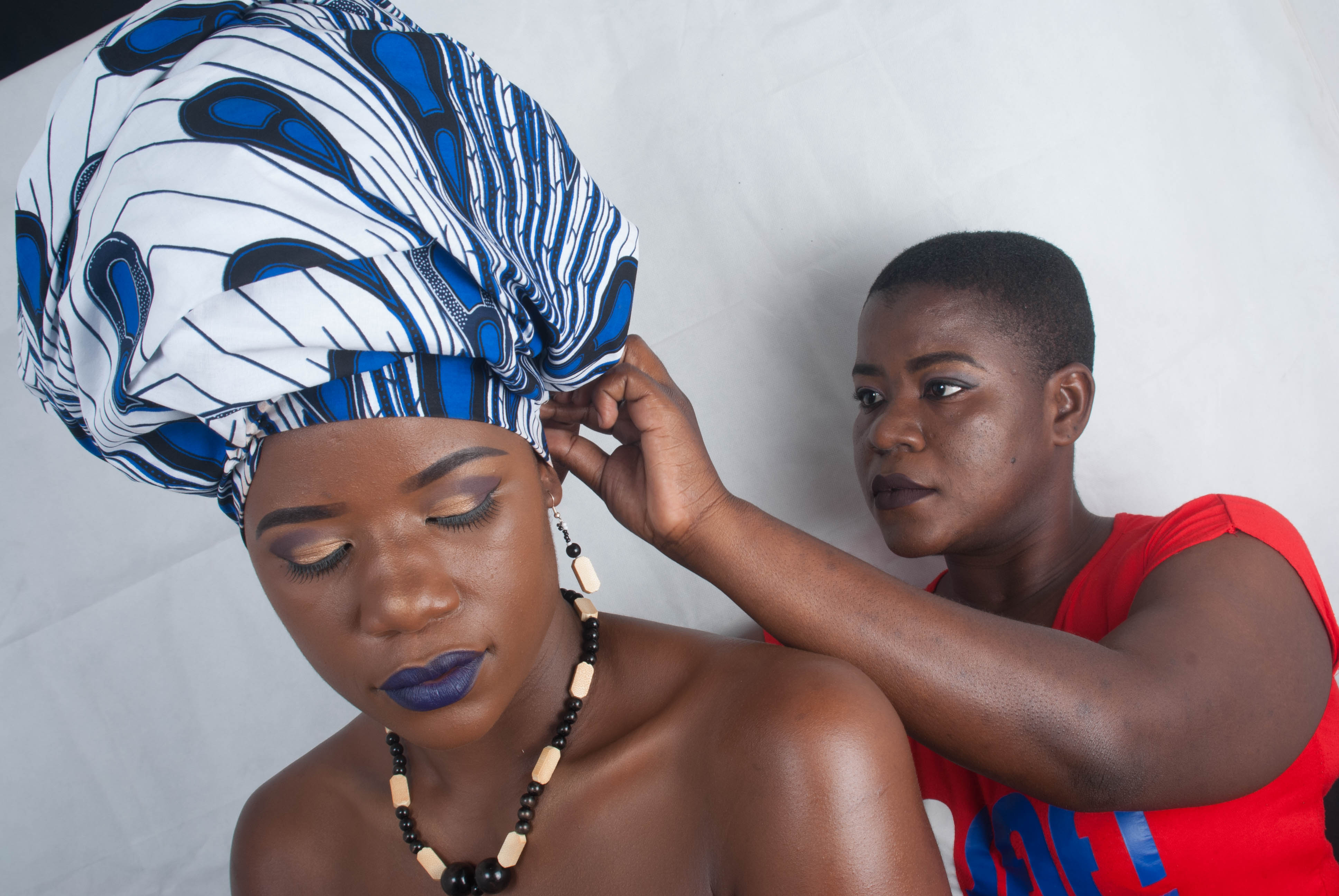
Mujer preparando adorno textil para la cabeza.

La cultura de Tanzania, se caracteriza por una población que es mayoritariamente rural, basada en una economía de agricultura de subsistencia. Más de 120 grupos étnicos residen en Tanzania. Entre todos hablan un total de 12 lenguas, la mayoría de la familia Bantú, swahili e inglés son los dos idiomas oficiales de Tanzania.  Sin embargo, el idioma nacional es el Swahili.
Los principales grupos son bantúes, aunque existen pequeños conglomerados de etnias niloticas, incluidos los masái y los luo, como también dos pequeños reductos de población que hablan en khoisan en la zona de los lagos alcalinos.
La mayoría de la población de Zanzíbar proviene de tierra adentro del continente africano, aunque un pequeño grupo que se denominan a sí mismos  Afro-Shriazis sostienen que su línea de sangre se remonta a una ocupación por los persas en la antigüedad.
La mayoría de la población profesa bien el cristianismo, bien el islamismo; el hinduismo lo practica una cuarta parte de sus habitantes. El grueso de los musulmanes se concentran a lo largo de la costa y en las islas. En comparación al islamismo, el cristianismo tardó mucho tiempo en dejar huella, e incluso entonces (durante el siglo XIX) únicamente lo practicaban diversas tribus del interior. En la actualidad, permanecen numerosos clanes que no siguen ninguna de las principales religiones y que veneran al antiguo espíritu de su culto. Los masái creen en el dios Engai y en su mesías Kindong_oi, progenitor de los sacerdotes de su credo. En la actualidad, y según se afirma, no existe sesgo religioso en la administración civil y política del país.
El grupo lingüístico sobre la costa es básicamente suajili, el cual a causa de siglos de influencia árabe posee una fuerte influencia árabe, y gracias a las diversas rutas comerciales de la antigüedad ha evolucionado hasta convertirse en una lengua franca de toda la zona este de África.
El músico más famoso proveniente de Tanzania ha sido Freddie Mercury, que era hijo de padres parsí oriundos de Zanzíbar.
Hay interesantes estilos pictóricos y de escultura, entre ellos se destaca el colorido Tinga Tinga cuyas pinturas tienden a dominar los mercados locales. Los mejores escultores de Tanzania son los makonde que habitan en el sur que producen finas tallas en maderas duras locales, en particular figuritas tipo fetiche y máscaras.
El multi-culturalisimo de Tanzania se ve reflejado cabalmente en su cocina sumamente variada. La influencia árabe e india se manifiesta principalmente en los platillos costeros a base de frutos de mar, y sabores ricamente especiados. En Zanzíbar, y las ciudades costeras abundan los restaurantes indios y pan-africanos, en Zanzíbar hay una larga tradición de venta de comida en puestos callejeros. 